# Loi sur les tribunaux judiciaires (Québec)
Pour les articles homonymes, voir Loi sur les tribunaux judiciaires.
La Loi sur les tribunaux judiciaires est une loi québécoise qui organise les cours de justice dans la province. 

## Résumé de certaines dispositions importantes
L'article 1 de la loi énonce que les tribunaux judiciaires auxquels la loi s'applique sont la Cour d'appel du Québec, la Cour supérieure du Québec, la Cour du Québec et les Cours municipales. On distingue les tribunaux judiciaires par rapport aux tribunaux administratifs.
L'art. 2 LTJ énonce que les compétences de la Cour d'appel, la Cour supérieure et la Cour du Québec sont générales et s'étendent à tout le Québec, tandis que «  celle des Cours municipales est restreinte à des localités et celle des juges de paix est prévue par la loi ou par leur acte de nomination ».
L'art. 4 LTJ définit qui sont les officiers de justice : « le shérif, le greffier de la Cour supérieure, le greffier de la Cour du Québec et tout autre officier nécessaire à l’administration de la justice au Québec ».

### Parties de la loi
La partie I de la loi (art. 6 à 20 LTJ) traite de la Cour d'appel. 
La partie II aux articles 21 à 78 LTJ concerne la Cour supérieure du Québec, d'abord sa compétence civile et ensuite sa compétence criminelle.
La partie III aux articles à 79 à 213 LTJ définit les compétences de la Cour du Québec. La partie sur la Cour du Québec est plus longue car cette Cour dérive ses pouvoirs de lois statutaires, dont notamment la Loi sur les tribunaux judiciaires, tandis que la Cour supérieure est le tribunal par défaut en vertu de la Constitution du Canada.  
La partie IV  (art. 214-223 LTJ) concerne les commissaires pour la prestation de serment.
La partie V traite de certains services judiciaires tels que les registres, les constables et huissiers-audienciers et les taxes sur les procédures judiciaires. 
La partie V.1 concerne les régimes de retraite des juges de la Cour du Québec, des juges de certaines cours municipales et des juges de paix magistrats. La partie VI concerne les régimes de retraite de certains juges nommés avant 2001. La partie VI.1 concerne les régimes de retraite de juges nommés avant le 30 mai 1978. La partie VI.2 prévoit le partage et la cession de droits entre un juge et son conjoint. La partie VI.3 traite de l'administration des régimes de retraite.
La partie VII.4 institue un comité de rémunération des juges. Il est notamment question de l'obligation constitutionnelle d'avoir un comité de rémunération des juges dans le Renvoi relatif à la rémunération des juges de la Cour provinciale de l'Île-du-Prince-Édouard
La partie VII constitue le Conseil de la magistrature. La partie VII.1 prévoit des règles relatives à la sécurité dans les tribunaux judiciaires. La partie VIII affirme que le ministre est chargé de l'application de la loi.